# 2004 au Canada
Pour un article plus général, voir Chronologie du Canada.
Cet article traite des événements qui se sont produits durant l'année 2004 au Canada.

## Événements

### Janvier
- 12 janvier : Démenclailement d'un important réseau de plantations illégales de cannabis à Barrie en Ontario[1]. Cette saisie entrera dans l'histoire canadienne comme la plus grande opération de culture de cannabis donc la valeur marchande est évalué à 30 millions $.

### Mars
- 30 mars (jusqu'au 6 avril) : Championnat du monde féminin de hockey sur glace à Halifax et Dartmouth en Nouvelle-Écosse.

- 31 mars : la libération conditionnelle de Colin Thatcher (en) est refusée.

### Avril
- X

### Juin
- 17 juin : Michael Briere plaide coupable pour le meurtre de Holly Jones, il admet regarder de la pornographie enfantine, ce qui relance le débat public sur la pornographie.
- 28 juin : 38e élection fédérale — le Parti libéral du Canada perd sa majorité, mais réussit néanmoins à former un gouvernement minoritaire. Le nouveau Parti conservateur du Canada forme l'opposition officielle.

### Juillet
- 30 juillet (jusqu'au 1er août) : Championnats d'Amérique du Nord, d'Amérique centrale et des Caraïbes d'athlétisme espoirs au stade de l'Université de Sherbrooke à Sherbrooke

### Août
- 30 août (jusqu'au 14 septembre) : Coupe du monde de hockey sur glace 2004

### Octobre
- 17 octobre : Diffusion de l'émission de télévision La plus grande personnalité canadienne sur CBC Television.

### Novembre
- 22 novembre : élection générale en Alberta — L'Association progressiste-conservateur conserve sa majorité à l'Assemblée législative.

## À Surveiller
- Championnats du monde junior de badminton à Richmond
- Championnat du monde de roller in line hockey FIRS à London
- Jeux d'hiver de l'Arctique dans la municipalité régionale de Wood Buffalo en Alberta

## Décès en 2004
- 21 février : Albert Chartier, dessinateur de bande dessinée.
- 18 mars : Harrison McCain, homme d'affaires.
- 19 mars : Mitchell Sharp, politicien.
- 20 mars : Pierre Sévigny, soldat et homme politique fédéral provenant du Québec.
- 25 avril : Anselme Chiasson, folkloriste acadien.
- 10 mai : Eric Kierans, économiste et politicien.
- 19 juillet : Sylvia Daoust, sculptrice.
- 8 août : Fay Wray, actrice.
- 16 octobre : Doug Bennett (en), chanteur et musicien.
- 13 novembre : Ellen Fairclough, politicienne.
- Jean-Louis Gagnon, journaliste.
- 15 novembre : John Morgan, comédien
- 16 décembre : 
  - Agnès Martin, artiste peintre.
  - Lawrence O'Brien,  homme politique.